# Con-X
Con-X(Constellation-X Observatory) 또는 HTXS는 미국 항공 우주국(NASA)이 운영하는 엑스선 우주 관측소의 임무 개념이었다. 2008년에는 2008년 7월 24일에 발표된 국제 엑스레이 관측소 프로젝트를 생산하기 위한 동일한 방향으로 유럽 우주국(ESA) 및 일본 우주항공연구개발기구(JAXA) 노력과 합병되었다.
Con-X 프로젝트의 의도는 우주 기반 X의 이전 세대(XMM-뉴턴, 찬드라 엑스선 관측선 및 제23호 과학위성 스자쿠)보다 훨씬 더 높은 해상도의 분광기를 공급할 수 있을 만큼 충분한 X-선 수집 영역을 제공하는 것이었다. 이를 통해 블랙홀의 사건 지평선, 따뜻한 은하간 물질(배경 퀘이사의 스펙트럼에 중첩된 다양한 적색편이의 흡수선을 봄으로써) 및 은하단 내의 역학에 대한 개별 핫스팟을 확인할 수 있다.